# كريستيان جوزيف بارت
كريستيان جوزيف بارت (بالألمانية: Christian Gottlob Barth) (و. 1799 – 1862 م) هو مؤرخ منطقة، ومؤلف، وكاتب ألماني، ولد في شتوتغارت، كان عضوًا في الأكاديمية البافارية للعلوم والعلوم الإنسانية، توفي في كالف، عن عمر يناهز 63 عاماً.

## روابط خارجية
- كريستيان جوزيف بارت على موقع ديسكوغز (الإنجليزية)